# Liste der Abgeordneten zum Südtiroler Landtag (VII. Legislaturperiode)
Die Liste der Abgeordneten zum VII. Südtiroler Landtag listet alle bei der Landtagswahl 1973 gewählten Abgeordneten und etwaige Nachrücker auf.

## Abgeordnete
| Mitglied des Landtages     | Partei oder Wahlbündnis                 |
| -------------------------- | --------------------------------------- |
| Erich Achmüller            | Südtiroler Volkspartei                  |
| Aldo Balzarini 1           | Democrazia Cristiana                    |
| Alfons Benedikter          | Südtiroler Volkspartei                  |
| Maria Bertolini 2          | Südtiroler Volkspartei                  |
| Armando Bertorelle         | Democrazia Cristiana                    |
| Joachim Dalsass            | Südtiroler Volkspartei                  |
| Franz Demetz 3             | Südtiroler Volkspartei                  |
| Hans Dietl 4               | Sozialdemokratische Partei Südtirols    |
| Klaus Dubis                | Südtiroler Volkspartei                  |
| Luis Durnwalder            | Südtiroler Volkspartei                  |
| Willi Erschbaumer          | Sozialdemokratische Partei Südtirols    |
| Rosa Franzelin-Werth       | Südtiroler Volkspartei                  |
| Hugo Gamper 5              | Südtiroler Volkspartei                  |
| Waltraud Gebert-Deeg       | Südtiroler Volkspartei                  |
| Anselmo Gouthier           | Partito Comunista Italiano              |
| Egmont Jenny               | Soziale Fortschrittspartei Südtirols    |
| Toni Kiem                  | Südtiroler Volkspartei                  |
| Mathias Ladurner-Parthanes | Südtiroler Volkspartei                  |
| Silvius Magnago            | Südtiroler Volkspartei                  |
| Gaetano Marcon 6           | Democrazia Cristiana                    |
| Giuseppe Martiner 7        | Democrazia Cristiana                    |
| Sepp Mayr                  | Südtiroler Volkspartei                  |
| Pietro Mitolo              | Movimento Sociale Italiano              |
| Decio Molignoni            | Partito Socialista Democratico Italiano |
| Erich Müller               | Südtiroler Volkspartei                  |
| Johann Neuhauser           | Südtiroler Volkspartei                  |
| Silvio Nicolodi            | Partito Socialista Italiano             |
| Karl Oberhauser            | Südtiroler Volkspartei                  |
| Giorgio Pasquali           | Democrazia Cristiana                    |
| Valentino Pasqualin        | Democrazia Cristiana                    |
| Fabio Rella                | Democrazia Cristiana                    |
| Alfons Rigott 8            | Sozialdemokratische Partei Südtirols    |
| Hans Rubner                | Südtiroler Volkspartei                  |
| Giuseppe Sfondrini         | Partito Socialista Italiano             |
| Franz Spögler              | Südtiroler Volkspartei                  |
| Josef Stecher              | Partito Comunista Italiano              |
| Karl Vaja                  | Südtiroler Volkspartei                  |
| Anton Zelger               | Südtiroler Volkspartei                  |